# 1890 год в театре
1890 год в театре

## Знаменательные события
- 29 марта состоялось первое сольное выступление Шаляпина — партия Зарецкого в опере «Евгений Онегин», в постановке Казанского общества любителей сценического искусства

## Персоналии

### Родились
- 21 февраля — Франсиско Дефилиппис Новоа, аргентинский драматург.
- 4 (16) марта — Михоэлс, Соломон Михайлович, советский еврейский театральный актёр и режиссёр, педагог, общественный и политический деятель, Народный артист СССР, лауреат Сталинской премии.
- 18 апреля — Яков Моисеевич Штернберг, режиссёр и драматург еврейского театра в Румынии и СССР.
- 21 апреля — Николай Сергеевич Барабанов, российский и советский артист театра и кино, народный артист Литовской ССР.
- 8 июня — Никандр Ханаев, певец (тенор), народный артист СССР.
- 8 июля — Ханс Йост, немецкий поэт и драматург.
- 10 августа — Серафима Германовна Бирман, российская и советская актриса театра и кино, театральный режиссёр, лауреат Сталинской премии, народная артистка РСФСР.
- 30 августа — Хулио Корреа, парагвайский поэт и драматург.

### Скончались
- 11 мая — Артур де Боплан, французский драматург и либреттист.
- 1 июня — Камило Кастело Бранко, португальский прозаик, поэт, драматург и критик.